# 仰光西县
仰光西县，是缅甸仰光省历史上管辖的一个旧县。

## 历史沿革
2022年4月30日，缅甸政府撤销仰光西县，以阿弄镇区、九文台镇区和叁羌镇区析设阿弄县，以皎德达镇区、班贝坦镇区、兰玛多镇区、拉达镇区和德贡镇区析设皎德达县，以甘马育镇区和巴汉镇区析设甘马育县，以莱镇区、玛仰公镇区和仰光东县北奥格拉巴镇区析设玛仰公县。

## 行政区划
2022年，仰光西县下辖阿弄镇区、九文台镇区、叁羌镇区、皎德达镇区、班贝坦镇区、兰玛多镇区、拉达镇区、德贡镇区、甘马育镇区、巴汉镇区、莱镇区和玛仰公镇区12个镇区。